# مناورة زافانيلي
مناورة زافانيلي هي أجراء يُمارسه أطباء التوليد في حالات عسر ولادة الكتف، ويتمثل في إرجاع رأس الجنين للداخل مرة أخرى بهدف التمهيد لإجراء عملية قيصرية. وقد سُميت المناورة على اسم ويليام أنجيلو بيل زافانيلي، المدرب الإكلينيكي في طب التوليد والنسائيات في جامعة كاليفورنيا، سان فرانسيسكو، والتي أجراها في 18 يناير 1978.
أفادت مراجعة نُشرت في عام 1985 أن 84 من 92 حالة أُجري عليها مناورة زافانيلي قد نجحت في ارجاع رأس الجنين مرة أخرى إلى الرحم، إلا أنه لا يتم إجرائها كثيرًا في الولايات المتحدة، كما أنها لا تُجرى إلا بعد فشل المناورات الأخرى نظرا لارتباطها بمخاطر عالية على كلا من الأم والجنين،  منها تلف الأنسجة الرخوة لدى الأم والإنتان النفاسي.